# Jana Brejchová
Jana Brejchová (née le 20 janvier 1940) est une actrice tchèque.

## Biographie
Jana Brejchová apparaît dans plus de 70 films depuis 1953. Elle était la femme de l'acteur Vlastimil Brodský.

## Filmographie partielle
- 1958 : Touha de Vojtěch Jasný
- 1958 : Les Amants du faubourg (Žižkovská romance) de Zbyněk Brynych
- 1960 : Monsieur principe supérieur (Vyšší princip) de Jiří Krejčík
- 1961 : Le Baron de Crac (Baron Prásil) ou Les Aventures du baron de Münchhausen de Karel Zeman
- 1963 : Le Château Gripsholm (cs) (Schloß Gripsholm) de Kurt Hoffmann
- 1964 : Du courage pour chaque jour (Každý den odvahu) d'Evald Schorm
- 1966 : Les Pipes (Dýmky) de Vojtěch Jasný
- 1969 : Farářův konec d'Evald Schorm
- 1972 : Dans la poussière des étoiles (Im Staub der Sterne) de Gottfried Kolditz
- 1978 : La Belle et la Bête (Panna a netvor) de Juraj Herz
- 1985 : Skalpel, prosím
- 1986 : Galoše šťastia de Juraj Herz
- 2006 : Kráska v nesnázích de Jan Hřebejk